# Sveriges kommunminister
Kommunminister är den allmänna beteckningen på det statsråd i Sveriges regering som var chef för Kommundepartementet eller annars ansvarar för frågor om kommuner, landsting och regioner inom regeringen. Efter 2010 har den minister som varit ansvarig för sådana frågor i stället kallats civilminister.

## Lista över Sveriges kommunministrar vid kommundepartementet
- 1974–1976 Hans Gustafsson (1923–1998), socialdemokrat
- 1976–1978 Johannes Antonsson, (1921–1995) centerpartist
- 1978–1979 Bertil Hansson (1918-2013), folkpartist
- 1979–1982 Karl Boo (1918–1996), centerpartist
- 1982–1982 Bo Holmberg (1942–2010), socialdemokrat

## Lista över kommunministrar efter 1982
Samtliga var biträdande finansminister.
- 1998 Lars Engqvist, socialdemokrat
- 1999–2004 Lars-Erik Lövdén, socialdemokrat
- 2004–2006 Sven-Erik Österberg, socialdemokrat
- 2006–2010 Mats Odell, kristdemokrat